# Mulathena fordei
Mulathena fordei är en snäckart som först beskrevs av Brazier 1871.  Mulathena fordei ingår i släktet Mulathena och familjen Charopidae. Inga underarter finns listade i Catalogue of Life.